# Chen Jie (Leichtathletin)
Chen Jie (* 2. März 1998) ist eine chinesische Leichtathletin, die sich auf den Dreisprung spezialisiert hat. In dieser Disziplin wurde sie 2024 Hallenasienmeisterin.

## Sportliche Laufbahn
Erste internationale Erfahrungen sammelte Chen Jie im Jahr 2015, als sie bei den Jugendasienmeisterschaften in Doha mit einer Weite von 12,77 m die Silbermedaille gewann. Anschließend schied sie bei den Jugendweltmeisterschaften in Cali mit 12,69 m in der Qualifikationsrunde aus. 2023 belegte sie bei den Asienspielen in Hangzhou mit 13,72 m den vierten Platz und im Jahr darauf siegte sie mit 13,63 m bei den Hallenasienmeisterschaften in Teheran.